# The Chronicle (Universidad Duke)
The Chronicle es un periódico estudiantil diario en la Universidad de Duke en Durham, Carolina del Norte. Fue publicado por primera vez como The Trinity Chronicle el 19 de diciembre de 1905. Su nombre fue cambiado a The Chronicle cuando Trinity College pasó a llamarse Duke University tras una donación de James Buchanan Duke.
Uno de los periódicos universitarios más honrados en los Estados Unidos, The Chronicle tiene un presupuesto de más de 1 millón de dólares y emplea a un personal de 120. Su cobertura adquirió importancia nacional a la luz del escándalo del equipo Duke lacrosse de 2006. El documento es independiente de la universidad y se rige por una junta compuesta en gran parte por antiguos miembros del personal.
The Chronicle tiene unos lectores impresos de aproximadamente 30,000, y su sitio web, The Chronicle Online, tiene un promedio de más de 70,000 visitas por día.
En junio de 2013, The Chronicle anunció que recortaría un día de impresión antes del año académico 2013-14, el volumen 109 del periódico. Los editores del periódico y los miembros de la junta enfatizaron que el cambio era parte de un compromiso con una estrategia digital primero, no el producto de las presiones financieras. Durante el año académico, The Chronicle ha impreso de lunes a jueves desde agosto de 2013. En 2018, el periódico pasó a una publicación dos veces por semana.
En la Convención de 2009 de Associated Collegiate Press National College Media en Austin, Texas, el periódico ganó la categoría Best in Show por los tabloides diarios de cuatro años. En 2007, The Chronicle se llevó a casa cuatro premios de la ACP, incluida la Historia en línea del año por su cobertura continua del escándalo de lacrosse de Duke. En 2006, el periódico obtuvo el segundo lugar en la categoría Best in Show en St. Louis, Misuri. Towerview, una revista de noticias mensual distribuida con el periódico, ganó el premio Best in Show en la categoría de audiencia especial de la revista, mientras que su editor, Alex Fanaroff, ganó el primer lugar en la categoría de "reportaje". El exeditor de The Chronicle, Ryan McCartney, quedó en tercer lugar en la categoría de reportero de cuatro años del año. El periódico también ganó el premio Best in Show en la división sensacionalista en 2005 en Kansas City, Misuri y terminó en segundo lugar en Editoriales ese año. Además, Towerview se llevó a casa los honores del quinto lugar en la división de revistas. En octubre de 2015, The Chronicle fue nuevamente honrado por Associated College Press, llevándose a casa su primer Premio de Marcapasos en línea, compartiendo honores con The Daily Orange y The Stanford Daily.
El periodista y fundador de la )revista de Nueva York Clay Felker fue editor de The Chronicle mientras estudiaba en Duke en la década de 1950. El periodista deportivo del Washington Post John Feinstein fue escritor deportivo para The Chronicle y fue su editor deportivo durante dos años. El editor de viajes del Wall Street Journal Scott McCartney fue editor de The Chronicle en la década de 1980. Recientes ex escritores de The Chronicle han trabajado para The Wall Street Journal, Bloomberg News, The Atlantic, PolitiFact, The Raleigh News and Observer y The Providence Journal, entre otras publicaciones.
El periódico tiene un premio anual en honor a Matt Sclafani, editor del periódico para el año escolar 1990-91, a quien le diagnosticaron leucemia durante su mandato y murió en 1992.